# Пітер Віт
Пітер Віт (англ. Peter Withe, нар. 30 серпня 1951, Ліверпуль) — англійський футболіст, що грав на позиції нападника. По завершенні ігрової кар'єри — тренер.
Як гравець найбільших результатів здобув виступаючи за «Астон Віллу», з якою став чемпіоном Англії, а також володарем Кубка європейських чемпіонів та Суперкубка УЄФА. Крім цього грав за національну збірну Англії, з якою був учасником чемпіонату світу 1982 року.

## Клубна кар'єра
Народився у місті Ліверпуль і у дорослому футболі дебютував 1971 року виступами за клуби Четвертого дивізіону «Саутпорт» та «Барроу», а потім відправився в ПАР, де грав за команди «Порт-Елізабет Сіті» та «Аркадія Шепердс».
У 1973 році Віт повернувся на батьківщину, ставши гравцем «Вулвергемптон Вондерерз», але гравцем основи так і не став, зігравши за 2 сезони лише 17 матчів і забив 3 голи у вищому англійському дивізіоні. У цьому змаганні він дебютував 9 березня 1974 року в грі проти «Іпсвіч Тауна» (3:1).
У сезоні 1975 року зіграв у Північноамериканській футбольній лізі за американський «Портленд Тімберз», де показав високий результат забивши 17 м'ячів в 22 матчах, ставши улюбленцем місцевих вболівальників, і зіграв з командою у матчі за Соккер Боул, втім поступився 0:2 у вирішальному матчі клубу «Тампа-Бей Раудіс» і став віце-чемпіоном США.

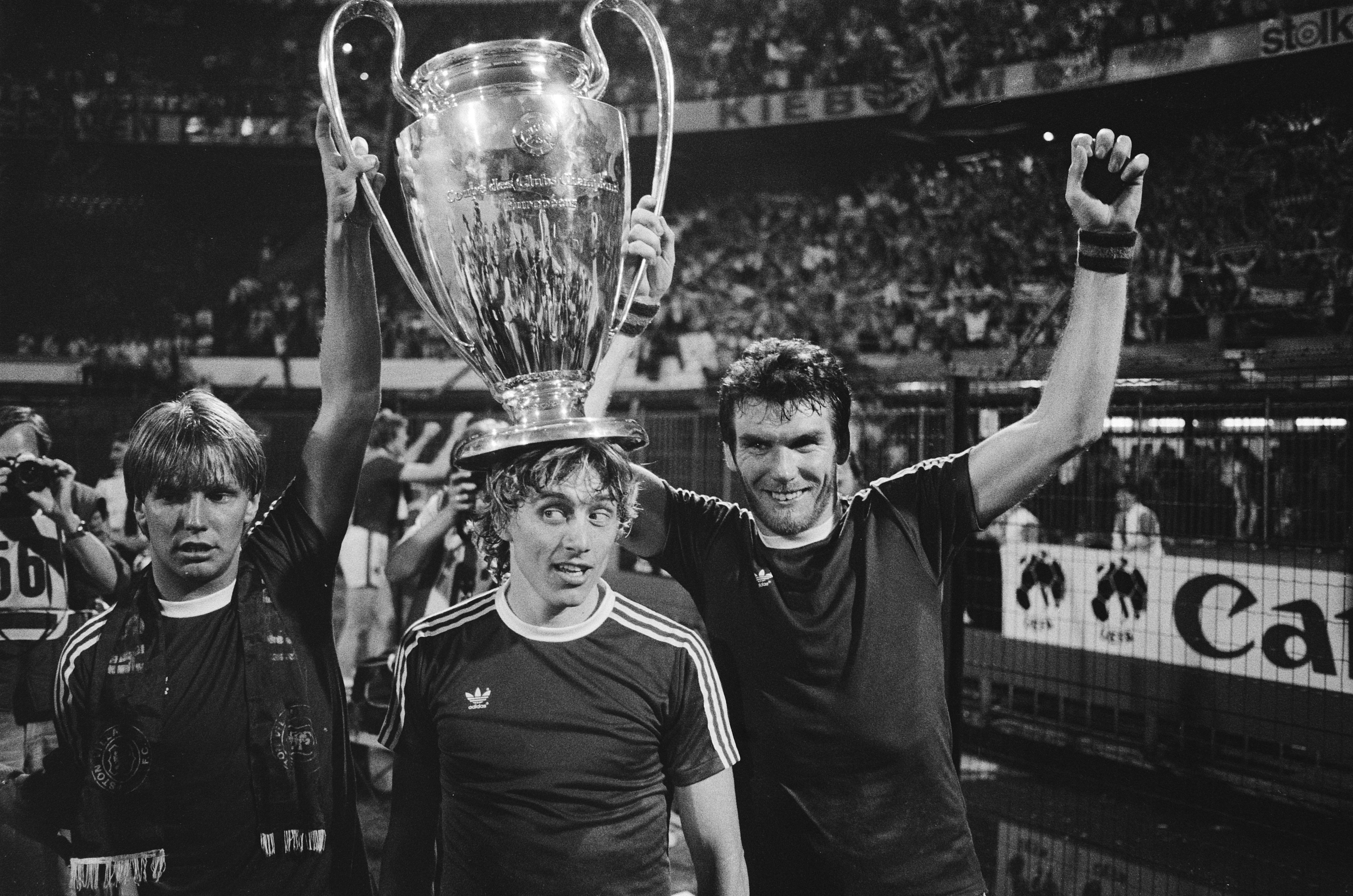
Пітер Віт (праворуч), разом із Гері Шоу і Тоні Морлі після перемоги у Кубку європейських чемпіонів. 26 травня 1982 року.

У тому ж році почав виступати за «Бірмінгем Сіті», а 1976 року перейшов у «Ноттінгем Форест» з яким в 1978 році став чемпіоном, а також став володарем Кубка англійської ліги та Суперкубка Англії. Після цього тріумфу Пітер за 225 000 фунтів перейшов у клуб Другого дивізіону «Ньюкасл Юнайтед», де провів два сезони, але так і не зумів вивести команду в еліту.
У 1980 році Віт повернувся до вищого дивізіону, будучи купленим «Астон Віллою» за рекордні для клубу 500 000 фунтів. З бірмінгемцями він вдруге виграв чемпіонат Англії в сезоні 1980/81 року. У тому ж сезоні, забивши 20 м'ячів, він став найкращим бомбардиром чемпіонату разом зі Стівом Арчибальдом, після чого відзначився дублем у грі за Суперкубок Англії 1981 року, в якому його команда зіграла внічию 2:2 з «Тоттенгем Готспур» і стала співволодарем трофею. У 1982 році допоміг виграти «Астон Віллі» Кубок європейських чемпіонів, забивши на 69 хвилині єдиний гол у фінальному матчі проти «Баварії». У січні 1983 року виграв Суперкубок УЄФА. Також ставав найкращим бомбардиром свого клубу в сезонах 1981/82 і 1983/84.
Після цього протягом 1985—1989 років захищав кольори клубу «Шеффілд Юнайтед» у Другому дивізіоні, з якого також ненадовго здавався в оренду «Бірмінгем Сіті», а завершив професійну ігрову кар'єру у клубі Третього дивізіону «Гаддерсфілд Таун», за який Віт виступав протягом 1989—1990 років.

## Виступи за збірну
12 травня 1981 року дебютував в офіційних матчах у складі національної збірної Англії в товариському матчі проти Бразилії (0:1).
У наступну році після блискучого сезону на клубному рівні, Пітер був включений в заявку збірної на чемпіонат світу 1982 року в Іспанії, де його команда вилетіла на другому груповому етапі, а сам Пітер не зіграв жодної гри.
Всього ж протягом кар'єри у національній команді, яка тривала чотири роки, провів у формі головної команди країни 11 матчів, забивши 1 гол.

## Кар'єра тренера
По завершенні ігрової кар'єри повернувся до «Астон Вілли», де став працювати з резервною командою, але вже 7 жовтня 1991 року очолив тренерський штаб клубу вищого дивізіону «Вімблдон». Втім результат роботи для молодого тренера виявився зовсім не успішним — вигравши лише одну гру з тринадцяти в чемпіонаті, він був звільнений вже через 105 днів після призначення, 19 січня 1992 року.
1998 року став головним тренером збірної Таїланду, яку тренував чотири роки і з якою вигравав чемпіонат Південно-Східної Азії у 2000 та 2002 роках, а також взяв участь у Кубку Азії 2000 року у Лівані, де його команда не вийшла з групи.
Згодом з 2004 по 2007 рік очолював збірну Індонезії, але у січні 2007 року був звільнений напередодні домашнього Кубка Азії 2007 року через невихід команди з групи на чемпіонаті Південно-Східної Азії.
2012 року недовго попрацював з англійським аматорським клубом «Стокпорт Спортс», а потім повернувся до Таїланду, де працював з командами «Районг» та «Накхонпатхом».

## Титули і досягнення
Гравець
- Чемпіон Англії (2):

«Ноттінгем Форест»: 1977–78
«Астон Вілла»: 1980–81
- Володар Кубка англійської ліги (2):

«Вулвергемптон»: 1973–74
«Ноттінгем Форест»: 1977–78
- Володар Суперкубка Англії з футболу (2):

«Ноттінгем Форест»: 1978
«Астон Вілла»: 1981
- Володар Кубка чемпіонів УЄФА (1):

«Астон Вілла»: 1981–1982
- Володар Суперкубка УЄФА (1):

«Астон Вілла»: 1982
Тренер
- Переможець Чемпіонату АСЕАН: 2002

### Індивідуальні
- Найкращий бомбардир чемпіонату Англії: 1980–81 (20 голів)